# Alaincourt-la-Côte
Alaincourt-la-Côte település Franciaországban, Moselle megyében. Lakosainak száma 168 fő (2022. január 1.). Alaincourt-la-Côte Thézey-Saint-Martin, Craincourt, Foville, Liocourt, Puzieux és Xocourt községekkel határos.

## Népesség
A település népességének változása:
| Lakosok száma | 110  | 85   | 82   | 124  | 133  | 137  | 149  | 156  | 158  | 168  |
|               | 1968 | 1982 | 1990 | 2006 | 2013 | 2015 | 2017 | 2019 | 2020 | 2022 |